# FIDO aliance

Logo FIDO aliance

FIDO Alliance (FIDO je zkratkou pro Fast Identity Online) je otevřené průmyslové společenstvo, které se zaměřuje na zlepšování bezpečnosti ověřování uživatelů internetu a omezení závislosti na různých heslech pro jednotlivé online účty a další internetové služby. Aliance vznikla v roce 2013 a od té doby přináší společnostem a vývojářům bezpečnější řešení ověřování identity pro jejich uživatele. Tvoří způsoby autentizace s otevřenými standardy pro přihlašování odolné proti phishingu, které využívají přístupové klíče bezpečnější než jsou hesla a SMS kódy.

## Autentizační technologie
K ověřování identity používá FIDO mnoho různých ověřovacích technologií. Mezi biometrické metody patří například snímání otisků prstů, rozpoznávání hlasu a tváře či skenování oční duhovky. Umožňuje také využití již existujících komunikačních standardů, jako například bezpečnostní tokeny přes USB, Trusted Platform Modules, vestavěné bezpečnostní prvky (eSE) a čipové technologie fungující na krátkou vzdálenost (NFC). Při registraci u online služby vytvoří uživatelské zařízení nový pár kryptografických klíčů, který je navázán na doménu webové služby. Zařízení si ponechá soukromý klíč a veřejný klíč registruje u online služby. Tyto páry kryptografických klíčů, nazývané přístupové klíče, jsou pro každou online službu jedinečné.

## Specifikace
Aliance FIDO zveřejnila tři sady specifikací pro jednodušší a silnější uživatelskou autentizaci: FIDO Universal Second Factor (FIDO U2F), FIDO Universal Authentication Framework (FIDO UAF) a protokoly Client to Authenticator Protocols (CTAP). CTAP doplňuje specifikaci Web Authentication (WebAuthn) od W3C (The World Wide Web Consortium); společně jsou známé jako FIDO2.
FIDO2 podporuje přihlašování bez hesla, dvoufaktorové i vícefaktorové ověřování pomocí integrovaných autentizátorů (například biometrie nebo PIN) či externích autentizátorů (například bezpečnostní klíče FIDO, mobilní zařízení, nositelná zařízení apod.).

## Členové FIDO Alliance

### Členové z řad představenstva[5]
1Password • Amazon American • Express Apple • Inc. Axiad • Bank of America • Beyond Identity • CISCO • CVS Health • Daon,Inc. • Dashlane • DELL • Egis • Feitian • Google • HYPR • IDEMIA • infineon • intel • Intuit • Jumio • LastPass • Lenovo • LY Corporation • Mastercard • Mercari • Meta Platforms • Microsoft • Nok Nok • NTT DOCOMO • OneSpan • PayPal • PNC Bank • Prove Identity Inc. • Qualcomm • Raon • RSA Security • Samsung • Thales Group • TikTok • Trusona • US Bank • VISA • Wells Fargo • Yubico

### Členové z řad sponzorů[5]
1Kosmos • AIRCUVE • Akamai Technologies • BankAxept • Bitwarden • Binance • CapitalOne • Groupement des Cartes Bancaires • Chase • Coinbase • CompoSecure • CyberArk • Devolutions • Discover • DocuSign • eBay • Entersekt • EXCELSECU • Fime • Fujitsu • Futurae Technologies • Giesecke+Devrient • Oppo • Hedera Hashgraph • HID Global Corporation • Hitachi • HSBC • Huawei Technologies • IBM • IDnow • Industrial Technology Research Institute • Intercede • International Systems Research • iProov • JCB Co. • KDDI • Keeper • M&T Bank • Mozilla • NEC Corporation • Netflix • Nomura Research Institute • Okta, Inc. • Onfido • Persona • Ping Identity • PwC • Rakuten • Red Hat • Academia Sinica • RoboForm • Salesforce • SandboxAQ • SBI Group • Sentry Enterprises • SK Telecom • Socure • SoftBank • SOFTGIKEN • Sony Corporation • STMicroelectronics • Swiss Marketplace Group • Swissbit • SZFU • Target Brands, Inc. • MITRE Corporation • Twilio • The Vanguard Group • VeridiumVingroup • VinCSS • WiSECURE • Worldline • Yahoo

### Členové z řad státních institucí[5]
Australská vláda Ministerstvo informací a komunikací (Vietnam) • Úřad vlády Spojeného království • Agentura pro rozvoj elektronických transakcí (Thajsko) • Federální úřad pro bezpečnost informací (Německo) • Ministerstvo pro digitální záležitosti (Tchaj-wan) • Ministerstvo vnitra (Tchaj-wan) • Národní institut pro standardy a technologie (USA) • Telekomunikační technologické centrum (Tchaj-wan) • Asociace pro telekomunikační technologie (Jižní Korea)